# The Zutons
The Zutons foi uma banda indie britânica formada em Liverpool, Inglaterra. O quinteto tinha seus integrantes com uma média de idade de 20 a 23 anos em 2001, quando lançou seu primeiro álbum chamado Who Killed The Zutons?. A banda terminou seus atividades em 2009.
O álbum de estreia do grupo, Who Killed... The Zutons?, vendeu mais de cem mil cópias após ser indicado ao prêmio Mercury Prize de 2004.

## Formação
- Dave McCabe - vocal e guitarra
- Boyan Chowdhury - vocal e guitarra
- Russell Pritchard - baixo
- Abi Harding - saxofone
- Sean Payne - bateria

## Discografia

### Álbuns
- Who Killed the Zutons? (19.04.2004)
- Tired of Hanging Around (17.04.2006)
- You Can Do Anything (02.06.2008)

### Singles
- "Oh Stacey (Look What You've Done!)" (18.09.2006)
- "Valerie" (19.06.2006)
- "Why Won't You Give Me Your Love?" (03.04.2006)
- "Confusion" (13.12.2004)
- "Don't Ever Think" (11.10.2004)
- "Remember Me" (21.06.2004)
- "You Will You Won't" (05.04.2004)
- "Pressure Point" (19.01.2004)
- "Haunts Me" (17.11.2003)
- "Creepin' An' a Crawlin' " (12.05.2003)
- "Devil's Deal" (09.2002)